# 基伯特约兹村战斗
基伯特约兹村战斗是叙利亚政府军与叙利亚自由军（FSA）为争夺基伯特约兹村（Khirbet al-Joz）而进行的一场战斗。10月6日，FSA针对政府军控制的、靠近土叙边界的基伯特约兹村发动袭击。在持续12小时战斗之后，FSA控制了这座村庄。

## 反对派的攻势
10月6日，反对派武装针对位于伊德利卜省的边境村庄基伯特约兹发动袭击。据称FSA首先对村子西部的一处政府军边境哨卡发动了进攻。在战斗中有3名反对派武装和15名政府军丧生。战斗随后蔓延到了基伯特约兹村，反对派武装试图攻占这一村庄。活动人士声称反对派武装在与政府军持续12小时的战斗之后，夺取了位于村子中心的一座3层楼高的水塔。
10月7日，FSA发表一份声明，声称他们已经完全控制了基伯特约兹村及其周边地区。叙利亚人权观察组织（SOHR）证实反对派武装已经控制了该村，并声称在战斗中有40名政府军（其中包括5名军官）以及9名反对派武装丧生。

## 后续事件
在10月末，叙利亚政府军对基伯特约兹村周边的反对派武装阵地发动了一系列空袭。